# Бурче, Фёдор Яковлевич
Фёдор Яковлевич Бурче́ (12 [24] апреля 1871, Симферополь — 9 марта 1962, Москва) — русский и советский инженер-механик, специалист в области санитарной техники и основоположник дисциплины «Очистка населённых мест», профессор, кандидат технических наук (1938).

## Биография
Родился 12 апреля 1871 году в Симферополе в караимской семье местного купца Якова Ильича Бурче и его жены Рахили, урождённой Яфет.
В 1892 году окончил Симферопольскую мужскую гимназию и поступил в Императорский университет Св. Владимира на отделение математических наук физико-математического факультета, где слушал лекции в течение двух семестров. В 1893 году перевёлся в Императорское Московское техническое училище, которое окончил в 1899 году со званием инженера-механика. В 1901 году в Москве крещён по евангелическо-лютеранскому обряду.
В 1904 году занял должность заведующего оценкой фабричных и торгово-промышленных заведений при статистическом отделе Уфимской губернской земской управы. В 1906 году основал в Москве на Тверском бульваре в доме Яголковского типографию «Печатное дело». 1 мая 1911 года арестован по обвинению в печатании преимущественно изданий антиправительственного направления, подвергавшихся постоянным конфискациям, в частности, социал-демократической газеты «Мысль». Выслан на три года из пределов московского градоначальства. Поселился в Харькове. В своём ходатайстве о снятии наказания указывал, что количество конфискованных изданий в его типографии незначительно и ничуть не превышает подобных же случаев в ряде других московских типографий.
Вернувшись в Москву, в 1916—1926 годах руководил строительством первой в стране Пресненской мусоросжигательной станции. В 1920-х годах занимал должность заведующего службой мусоросжигания технического бюро канализационного отдела Министерства коммунального хозяйства. В 1919 году стал членом Комиссии по практическому осуществлению кремации в Москве. Принимал участие в строительстве и открытии первого московского крематория (1927), для чего знакомился с постановкой кремационного дела за границей. Также Бурче были разработаны проекты типовых общедоступных бань, сети пунктов приёма белья в стирку и тандем «прачечная при бане». 
Читал лекции по санитарной технике в Московской академии руководящих кадров. В 1938 году Высшей аттестационной комиссией при Комитете высшей школы утверждён в учёном звании профессора Академии коммунального хозяйства имени К. Д. Памфилова по специальности «Санитарная техника» и в учёной степени кандидата технических наук (без защиты диссертации). Участвовал во всех Всесоюзных водопроводных и санитарно-технических съездах, проходивших в Москве, Харькове и других городах, выступал с докладами, напечатанными в «Трудах съездов».
Во время Великой Отечественной войны вместе с женой и дочерью эвакуирован из Москвы в Чкалов, где работал при горсовете инженером санитарной техники.
В последние годы жизни был членом учёного совета Академии коммунального хозяйства. Умер 9 марта 1962 года в Москве. Похоронен на Ваганьковском кладбище.

## Семья
Жена — Елизавета Андреевна Бурче (урожд. Клевцова; 1876, Новочеркасск — 1955) — зубной врач, выпускница Мариинского Донского института благородных девиц (1893) и историко-филологического отделения Санкт-Петербургских высших женских курсов (1903). 
Дети:
- Евгений Фёдорович Бурче (1900, Москва[20] — 1966) — лётчик, военинженер 3-го ранга, до 1932 года был ответственным секретарём журнала «Вестник воздушного флота». Участник Великой Отечественной войны. Учёный секретарь Секции истории авиации и воздухоплавания при Оргкомитете ДОСААФ СССР, член Военно-научного общества при ЦДСА, подполковник в отставке. Автор книг и статей по вопросам военной маскировки и истории авиации[21].
- Наталия Фёдоровна Князева (1911, Москва[22] — 1991) — театровед, была замужем за журналистом Валентином Ивановичем Князевым (1915—2004)[9][14].

## Награды
- Медаль «За доблестный труд»
- Знак «Отличник Министерства коммунального хозяйства РСФСР»[23]

## Труды
Автор около 40 изданных научных работ, ряда статей по санитарной технике и по вопросам «О механических прачечных», напечатанных в энциклопедиях (Большой советской, Малой советской, Технической и Медицинской).
- Очистка населённых мест от твердых отбросов / Ф. Я. Бурче. — Москва ; Ленинград : Госстройиздат, 1933-1935 (Л. : тип. им. Евг. Соколовой). — 2 т.
- Справочник по санитарной очистке населенных мест / Проф. Ф. Я. Бурче. — Москва : Изд-во М-ва коммун. хозяйства РСФСР, 1958. — 142 с.
- Бани, души, бассейны : Справочная книга для инж-ров, техников и сан. врачей : 90 рис. и черт. в тексте / Инж. Ф. Я. Бурче. — Москва : Изд-во Нар. ком. внутр. дел РСФСР, 1930 (тип. изд-ва НКВД). — 192 с.
- Урочные нормы и расценки на строительные работы по Урочному положению и расценкам бывшей Московской городской управы по довоенным ценам на рабочую силу и материалы : Пособие для сост. смет и проверки счетов инж., архит., техникам и домоупр. / Сост. инж.: Ф. Я, Бурче, Ф, Г. Гаузе и З. Н. Шишкин. — Москва : Техническая литература, [1922]. — 222 с.
- Санитарное благоустройство малоэтажных жилых домов / проф. Ф. Я. Бурче, инж. И. С. Постников ; Акад. коммун. хоз-ва им. К. Д. Памфилова. — Москва ; Ленинград : изд. и тип. Изд-ва Министерства коммун. хоз-ва РСФСР, 1947 (Перово : тип. Ремесл. училище № 3). — 76 с.